# Patrick Dik
Patrick Dik (Hilversum, 27 november 1965 – 29 december 2022) was een Nederlandse voetballer en voetbaltrainer.
Dik begon bij HVV 't Gooi waar hij het eerste elftal haalde voor hij naar Ajax ging, waar hij in het seizoen 1986/87 in het tweede voetbalde. Daarna speelde hij een seizoen bij FC Utrecht. Vervolgens speelde Dik vier seizoenen bij NAC waar hij debuteerde in het profvoetbal. Van 1992 tot 1994 speelde Dik in België bij Berchem Sport.
Vanaf 2008 tot 2012 was hij trainer van de F1, E1 en Jong Wasmeer bij de Hilversumse voetbalclub HSV Wasmeer.
Vanaf 2011 was hij scout bij Ajax.
In het seizoen 2014-2015 was Patrick Dik trainer-coach van het 1e team bij de Loosdrechtse voetbal vereniging OSO.
In het seizoen 2015-2016 was hij trainer-coach van A1 bij V.V. De Meern, uitkomend in de Nike A-junioren (A-cat) 2e divisie A.
In de seizoenen 2016-2017 en 2017-2018 was Patrick Dik naast Technisch Manager Onderbouw tevens trainer-coach van O19-1 bij PVCV te Vleuten, uitkomend in de 1e klasse.
In het seizoen 2018/19 was Patrick Dik Hoofd Jeugdopleiding bij sc `t Gooi te Hilversum.
Dik overleed in december 2022.

## Carrièrestatistieken
| Seizoen         | Club            | Land            | Competitie      | Competitie | Competitie | Beker | Beker | Internationaal | Internationaal | Overig | Overig | Totaal | Totaal |
| Seizoen         | Club            | Land            | Competitie      | Wed.       | Dlp.       | Wed.  | Dlp.  | Wed.           | Dlp.           | Wed.   | Dlp.   | Wed.   | Dlp.   |
| --------------- | --------------- | --------------- | --------------- | ---------- | ---------- | ----- | ----- | -------------- | -------------- | ------ | ------ | ------ | ------ |
| 1986/87         | Ajax            | Nederland       | Eredivisie      | 0          | 0          | 0     | 0     | 0              | 0              | 0      | 0      | 0      | 0      |
| 1987/88         | FC Utrecht      | Nederland       | Eredivisie      | –          | –          | –     | 0     | 0              | 0              | –      | –      | –      | –      |
| 1988/89         | FC Utrecht      | Nederland       | Eredivisie      | –          | –          | –     | 0     | –              | –              | –      | –      | –      | –      |
| 1988/89         | NAC             | Nederland       | Eerste divisie  | –          | –          | –     | 0     | –              | –              | –      | –      | –      | –      |
| 1989/90         | NAC             | Nederland       | Eerste divisie  | –          | –          | –     | 0     | –              | –              | –      | 1      | –      | –      |
| 1990/91         | NAC             | Nederland       | Eerste divisie  | –          | –          | –     | 1     | –              | –              | –      | 0      | –      | –      |
| 1991/92         | NAC             | Nederland       | Eerste divisie  | –          | –          | –     | 0     | –              | –              | –      | 0      | –      | –      |
| 1992/93         | Berchem Sport   | België          | Derde klasse    | –          | –          | –     | –     | –              | –              | –      | –      | –      | –      |
| 1993/94         | Berchem Sport   | België          | Derde klasse    | –          | –          | –     | –     | –              | –              | –      | –      | –      | –      |
| Carrière totaal | Carrière totaal | Carrière totaal | Carrière totaal | –          | –          | –     | 1     | –              | –              | –      | 1      | –      | –      |